# Ascension Island Football Pitch
Ascension Island Football Pitch – wielofunkcyjny stadion w Georgetown na Wyspie Wniebowstąpienia. Jest obecnie używany głównie do meczów piłki nożnej.